# Dans la mer de Cortez
Dans la mer de Cortez (Titre original : The Log from the Sea of Cortez) est un livre publié en 1951 de l'écrivain américain John Steinbeck. 

## Résumé
Il décrit l'expédition à caractère scientifique qu'effectua son auteur en 1940, durant six semaines, en compagnie de son ami le biologiste marin Ed Ricketts, durant laquelle il collecta des centaines d'échantillons du monde marin dans les eaux de la mer de Cortez (Golfe de Californie).
Ce livre est une version retravaillée par Steinbeck de l'œuvre de 1947 intitulée Sea of Cortez: A leisurely journal of travel and research, with a scientific appendix comprising materials for a source book on the marine animals of the Panamic faunal province. Steinbeck voulait sauver son texte du piètre succès de librairie obtenu par l'audacieuse synthèse littéraire que constituait le rapport, ce qui a donné Dans la mer de Cortez, accompagné d'un éloge de son ami défunt.